# Rolando Díaz Cáceres
Rolando Javier Díaz Cáceres (Trujillo, 7 de mayo de 1999) es un futbolista peruano de origen cubano.  Juega como delantero y su equipo actual es el Alianza Universidad de la Liga 2 del Perú.

## Trayectoria
Díaz realizó sus divisiones menores en la César Vallejo, donde jugó sub-20 y reserva. En 2016 debutó en el primer equipo en el que jugó hasta 2019.
En 2020 es fichado por el Unión Huaral de la Liga 2, club donde juega dos temporadas y fue el goleador del equipo en la Liga 2 2021 con 10 goles en 21 partidos.
A finales de 2021 se confirmó su pase al Panserraikos de la Segunda Superliga de Grecia.
En el 2024 fichó por Alianza Universidad de Huánuco de la Liga 2 de Perú a final de temporada logró ascender a la Liga 1 2025.

## Clubes
| Club                | País   | Año         |
| ------------------- | ------ | ----------- |
| César Vallejo       | Perú   | 2016 - 2019 |
| Unión Huaral        | Perú   | 2020 - 2021 |
| Panserraikos        | Grecia | 2021 - 2022 |
| Cusco FC            | Perú   | 2023        |
| Alianza Universidad | Perú   | 2024 -      |

## Palmarés

### Títulos nacionales
| Título                    | Club          | Sede | Año  |
| ------------------------- | ------------- | ---- | ---- |
| Segunda División del Perú | César Vallejo | Perú | 2018 |
| Liga 2                    | Cusco FC      | Perú | 2022 |